# Dẽ lớn ngực đốm
Dẽ lớn (tên khoa học: Calidris tenuirostris) là một loài chim trong họ Scolopacidae.
Môi trường sống sinh sản của loài dẽ này là lãnh nguyên ở phía đông bắc Siberia. Chúng làm tổ trên mặt đất và đẻ khoảng bốn trứng trong một lỗ cạo trên mặt đất. Chúng là loài di cư mạnh trong mùa đông trên bờ biển ở miền nam châu Á thông qua Úc. Loài này tạo thành đàn lớn vào mùa đông. Đó là một loài lang thang hiếm khi thấy ở Tây Âu. Loài này có chân đen ngắn và dài vừa phải mỏ mỏng tối màu. Chim trong mùa sinh sản có vết lốm đốm trên lưng màu xám với một số lông nâu đỏ. Mặt, cổ họng và ngực có rất nhiều đốm đen, và cũng có một số vệt trên bụng phía sau. Vào mùa đông bộ lông trở nên màu xám nhạt đồng nhất ở trên.

## Hình ảnh

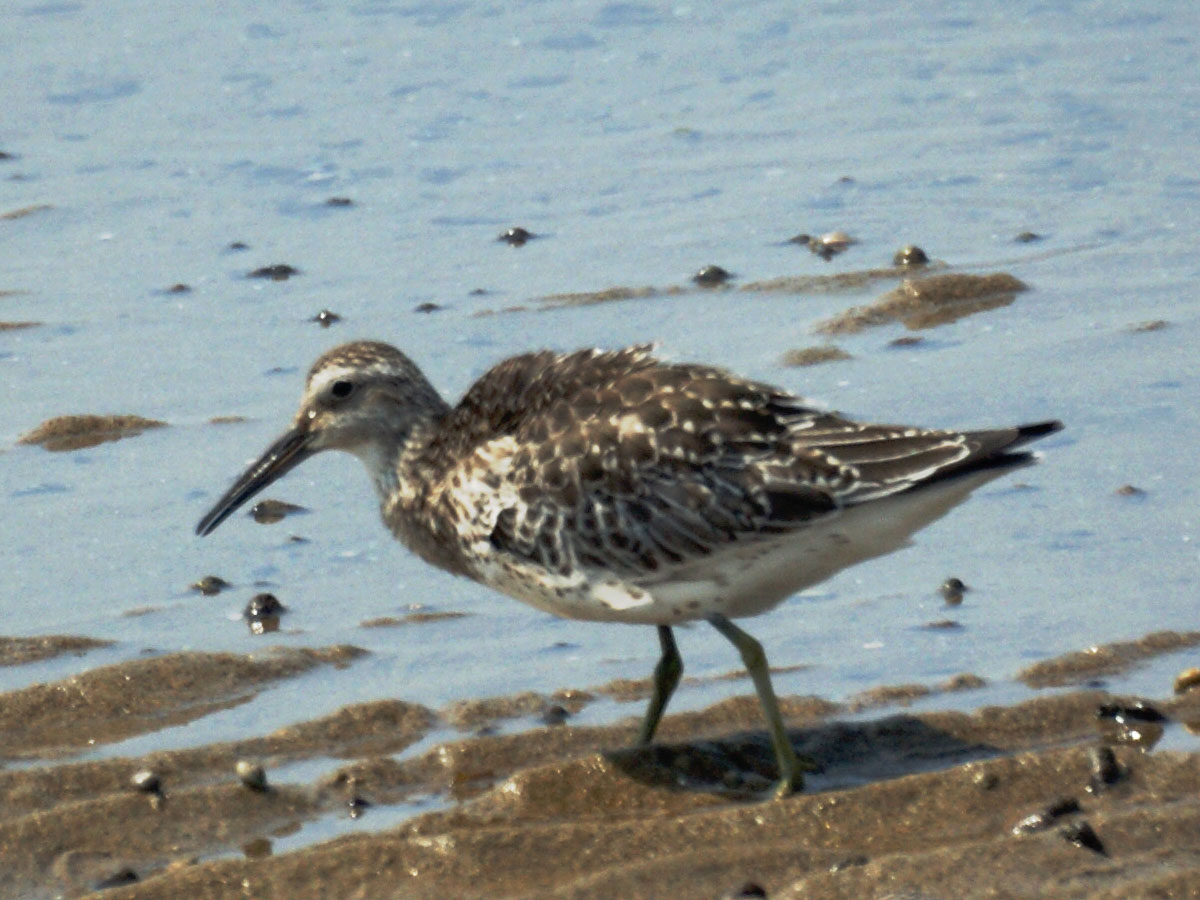

- Tập tin:Great Knot scarboro.sep02.jpg